# Trzej zbójcy (powieść)
Trzej zbójcy – powieść dla dzieci autorstwa  Tomiego Ungerera opublikowana po angielsku w 1961 roku z ilustracjami autora. Utwór okazał się światowym bestsellerem, tłumaczonym na blisko trzydzieści języków.